# Flughafen Podgorica

i7
i11
i13
Der Flughafen Podgorica (Aerodrom Podgorica, IATA-Code: TGD, ICAO-Code: LYPG) ist, gemessen am Passagieraufkommen, nach dem Flughafen Tivat der kleinere der zwei montenegrinischen internationalen Flughäfen. Er wird von den montenegrinischen Luftstreitkräften auch als Militärflugplatz genutzt und nach seiner Lage Podgorica-Golubovci genannt. Der IATA-Code lautet noch heute TGD, da die montenegrinische Hauptstadt Podgorica von 1946 bis 1992 zu Ehren des ehemaligen jugoslawischen Staatspräsidenten Josip Broz Tito den Namen Titograd trug.

## Lage und Verkehrsanbindung

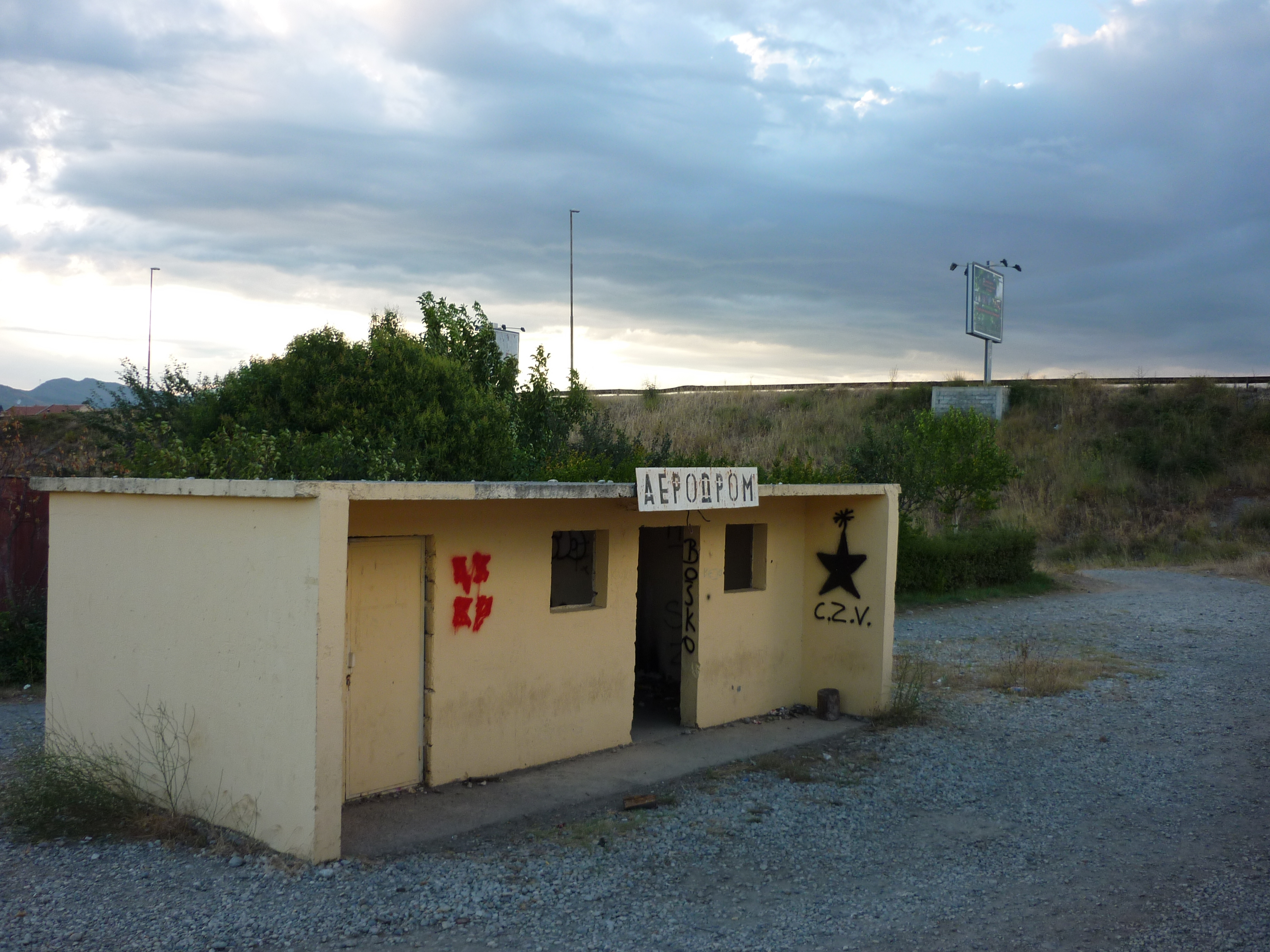
Flughafenbahnhof Podgorica

Der Flughafen Podgorica liegt sieben km südlich vom Stadtzentrum. Westlich des Flughafens verlaufen die Magistralni put M2, die Europastraße 65 und die Europastraße 80 auf einer gemeinsamen Trasse.
Ein Bahnhaltepunkt mit dem Namen Aerodrom (serbisch-kyrillisch Аеродром) liegt etwa einen Kilometer vom Terminal entfernt an der Bahnstrecke Belgrad–Bar. Sechs Regionalzugpaare der Relation Podgorica–Bar halten hier täglich.

## Geschichte

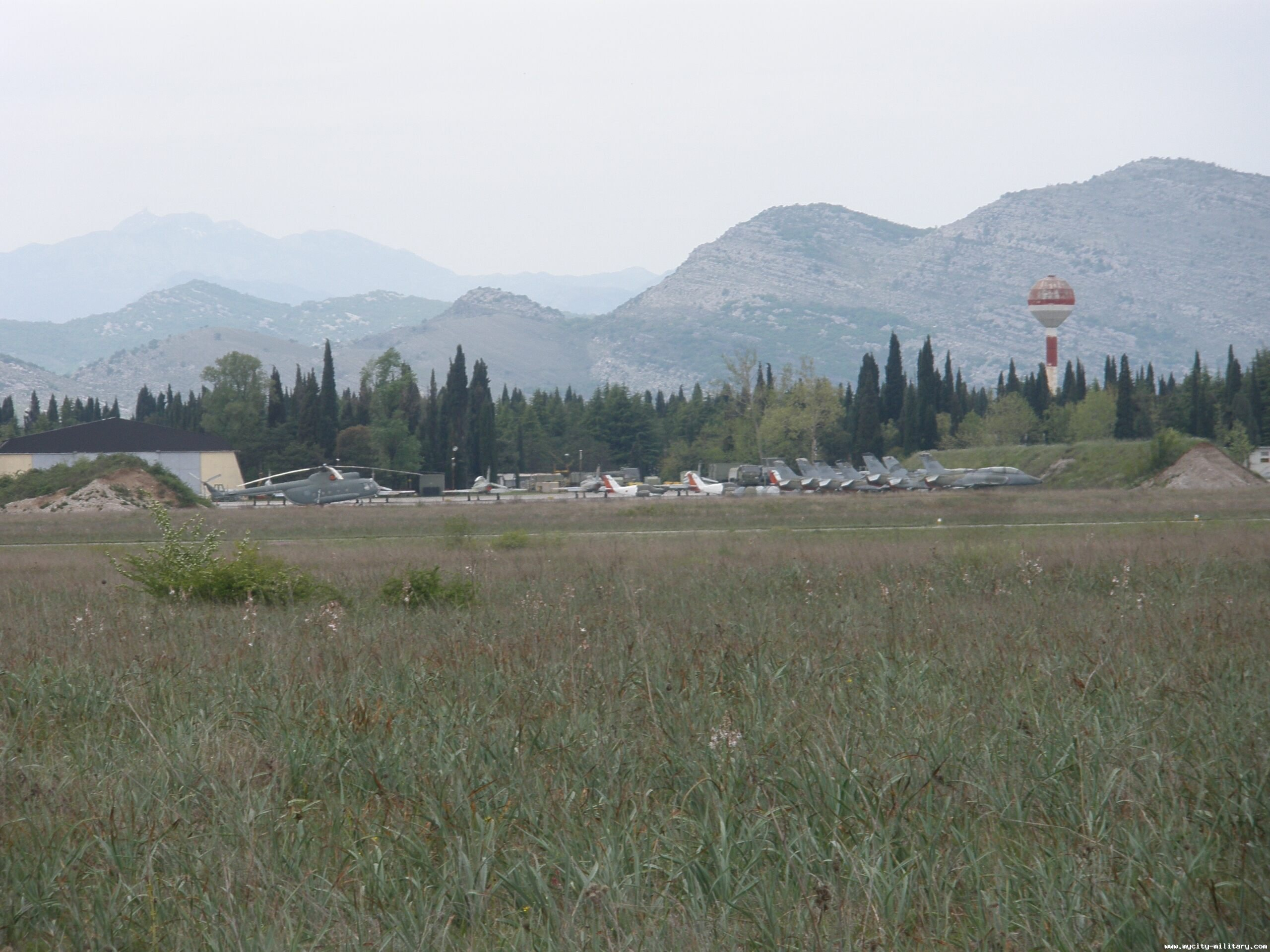
Bild des heutigen Luftwaffenstützpunktes Podgorica, Juni 2009

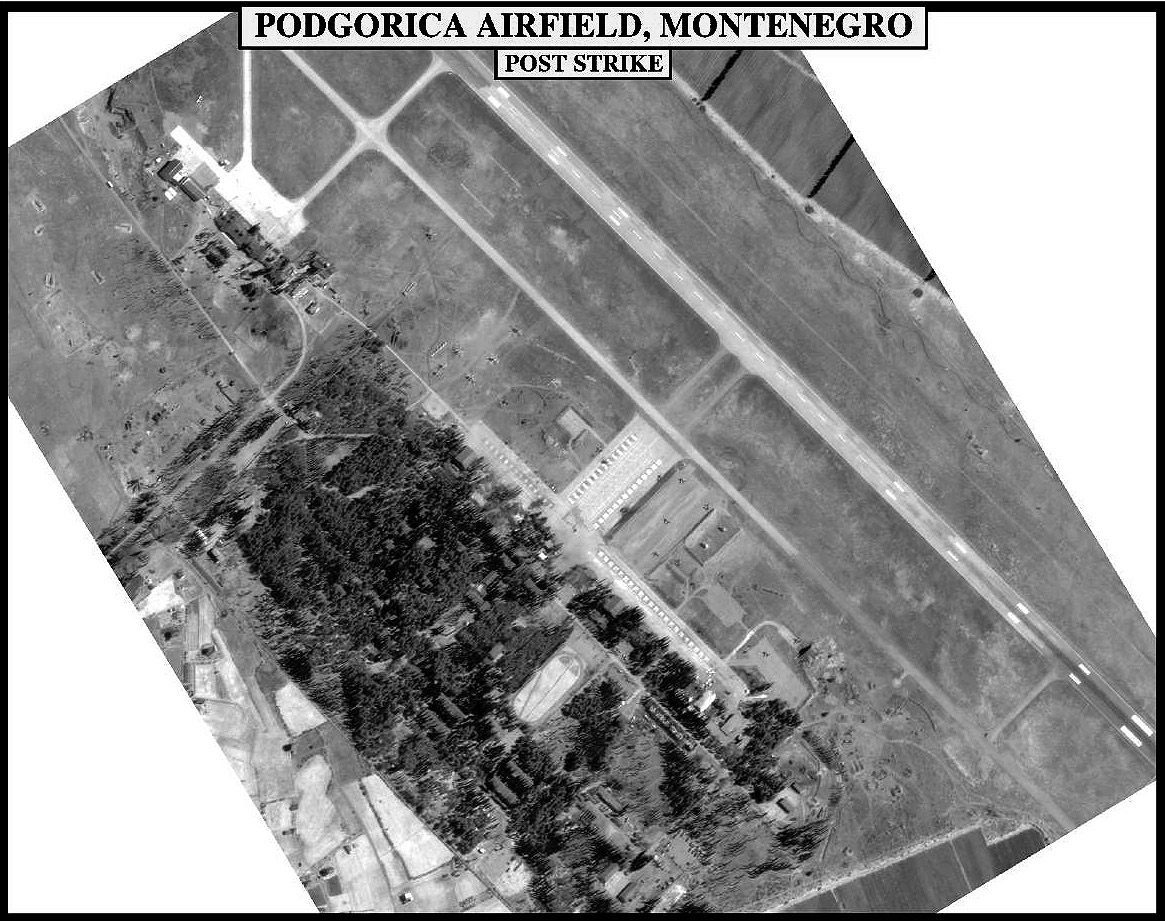
US-Aufklärungsfoto nach den NATO-Luftangriffen auf den jugoslawischen Luftwaffenstützpunkt Podgorica, April 1999

In den 1960er Jahren ließ Tito den Flughafen für die jugoslawische Luftwaffe (RV i PVO) und den zivilen Luftverkehr erbauen. Die Luftwaffe bezeichnete ihren Teil als Luftwaffenstützpunkt Podgorica. Hierzu gehörte neben der Piste 08/26 auch die drei Kilometer östlich davon unter dem Hügel „Šipčanik“ verborgene Flugzeugkaverne. Die Flugzeugkaverne erhielt den Tarnnamen „Objekat Tuzi“ und war für den Betrieb von ein bis zwei Staffeln oder rund 24 Flugzeugen des Typ Soko Orao ausgelegt. Die Flugzeugkaverne ist halb-rund, 13,5 m breit, 6,5 m hoch und genau 356 m lang.
Im Kosovokrieg wurde der damals jugoslawische Luftwaffenstützpunkt durch die NATO und ihre Alliierten bei der Operation Allied Force mehrmals bombardiert.
Bei diesen Angriffen durchschlugen lasergelenkte Bomben die geringe Feldüberdeckung und verursachten in der Kaverne ein Feuer, das 24 Soko G-2 „Galeb“ und sechs Soko G-4 „Super Galeb“ zerstörte und den Tunnel stark beschädigte. 2006 wurde die Flugzeugkaverne zu einem Weinkeller umgebaut. Die Streitkräfte von Montenegro hatten keinen Bedarf für die beschädigte Kaverne und betrieben ihre Flugzeuge auf dem Zivilflugplatz. 
Seit Mitte Mai 2006 gibt es ein neues Passagier-Terminal mit acht Check-in-Positionen. 
Der Flughafen war die Basis von Montenegro Airlines. Diese stellte am 26. Dezember 2020 den Flugbetrieb ein.

## Flugziele
Vom Flughafen Podgorica bestehen Direktflugverbindungen nach Athen, Bari, Belgrad, Berlin, Budapest, Brüssel, Düsseldorf, Dortmund, Frankfurt, London, Memmingen, Moskau, Neapel, Paris, Salerno, Stockholm, Wien (Stand: August 2017).

## Verkehrszahlen
| Jahr | Fluggastaufkommen | Flugbewegungen |
| ---- | ----------------- | -------------- |
| 2019 | 1.297.365         |                |
| 2018 | 1.208.525         | 7.915          |
| 2017 | 1.055.141         | 7.516          |
| 2016 | 873.278           | 5.957          |
| 2015 | 748.899           | 5.545          |
| 2014 | 699.141           | 5.247          |
| 2013 | 690.688           | 5.528          |
| 2012 | 620.097           | 5.560          |
| 2011 | 611.651           | 6.136          |
| 2010 | 651.608           | 6.925          |
| 2009 | 450.376           | 5.455          |
| 2008 | 544.907           | 5.883          |
| 2007 | 460.020           | 4.918          |
| 2006 | 381.847           | 3.895          |
| 2005 | 319.665           | 3.298          |

## Zwischenfälle
- Am 4. Februar 1969 verunglückte eine Convair CV-440 der jugoslawischen JAT – Jugoslovenski Aerotransport (Luftfahrzeugkennzeichen YU-ADL)  bei der Landung auf dem Flughafen Titograd. Alle Insassen überlebten. Das Flugzeug wurde zerstört.[3]

- Im Mai 1971 (genaues Datum unbekannt) wurde eine Convair CV-440-0 der JAT – Jugoslovenski Aerotransport (YU-ADO) auf dem Flughafen Titograd mit eingefahrenem Fahrwerk gelandet. Alle Insassen überlebten die Bauchlandung. Das Flugzeug wurde irreparabel beschädigt. Es handelte sich um die frühere D-ADIL der Condor (1958 bis 1961), danach von 1961 bis 1968 als D-ACEK bei der Lufthansa im Einsatz.[4]